# حسن عباس زکی
حسن عبّاس زکی (۲ ژانویه ۱۹۱۷ – ۲۹ نوامبر ۲۰۱۴) سیاستمدار و اقتصاددان مصری؛ صوفی و شیخ طریقت شاذلیه بود.

## زندگی
در بورسعید در ۲ ژانویه ۱۹۱۷م (۸ ربیع‌الاول ۱۳۳۵ق / ۱۲ دی ۱۲۹۵ش) زاده شد. از دانشکده بازرگانی دانشگاه قاهره در سال ۱۹۳۸ فارغ‌التحصیل شد. رئیس کمیسیون مذاکرات با انگلیس در سال ۱۹۵۶، وزیر اقتصاد (۱۹۵۸–۱۹۶۱) و (۱۹۶۶–۱۹۷۰)، رایزن اقتصادی رئیس دولت امارات متحده عربی از جمله سمت‌های او بود. در چاپ برخی آثار برجستهٔ در حوزهٔ اقتصاد به عربی مشارکت داشت. کتابخانهٔ شخصی او ۱۱۵۸۳ مورد را شامل می‌شد که به دارالکتب المصریه اهدا نمود.

زکی در ۲۷ نوامبر ۲۰۱۴م (۴ صفر ۱۴۳۶ق/ ۶ آذر ۱۳۹۳ش) در قاهره درگذشت.